# Ятромеханіка
Ятромеха́ніка (ятрофізика) (від грец. iatros — лікар) напрям в медицині 16-18 століть, представники якого намагалися пояснити всі фізіологічні і патологічні явища на основі законів механіки (фізики). Зіграла позитивну роль в боротьбі зі схоластикою.